# VfL Wolfsburgo (femenino)
El VfL Wolfsburgo (Verein für Leibesübungen Wolfsburg e. V.), en alemán y oficialmente, VfL Wolfsburgo (de manera abreviada), más conocido como VfL Wolfsburgo Femenino, es una entidad deportiva profesional de la sección de fútbol femenino del VfL Wolfsburgo, está ubicada en la ciudad de Wolfsburgo, Alemania. Fue fundado el 1 de julio de 2003 y juega en la Bundesliga Femenina.

## Historia
El VfR Eintracht Wolfsburg se fundó en 1973. Este equipo, rebautizado en 1996 como WSV Wolfsburgo, fue subcampeón de Copa en 1984, y todavía jugaba en la Bundesliga cuando quebró en 2003. El VfL Wolfsburgo lo absorbió y conservó su plaza. En la primera temporada tras haber sido renombrado, el club quedó octavo en la clasificación y en la siguiente, de último, siendo inevitable el descenso a la Segunda División. 
Regresaron a la primera en la temporada 2005-06 y fueron progresando hasta que en 2012 fueron subcampeonas de la Bundesliga. En 2013, en su debut internacional, el Wolfsburgo ganó el triplete: Liga de Campeones, Bundesliga y DFB-Pokal. En 2014 volvieron a hacer historia, refrendando el título Liga de Campeones y la Bundesliga.
Los siguientes años siguieron con éxito: el Wolfsburgo ganó todas las ediciones de la Copa de Alemania desde la de 2014-15 y todas las de la Bundesliga desde la de 2016-17. Llegó a la final de la Liga de Campeones 2015-16, que perdió en la tanda de penaltis, y de la Liga de Campeones 2017-18, que también perdió, esta vez en la prórroga.

## Jugadoras

### Máximas goleadoras
| Pos. | Jugadora               | Temporadas | Liga | Copa | Europa | Total |
| 1    | Martina Müller         | 2005-2015  | 169  | +20  | 19     | +208  |
| 2    | Alexandra Popp         | 2012-Act.  | 115  | 28   | 35     | 178   |
| 3    | Ewa Pajor              | 2015-2024  | 96   | 22   | 18     | 136   |
| 4    | Zsanett Jakabfi        | 2009-2021  | 70   | 21   | 20     | 111   |
| 5    | Pernille Harder        | 2017-2020  | 68   | 11   | 25     | 104   |
| 6    | Conny Pohlers          | 2011-2014  | 41   | 10   | 14     | 65    |
| 7    | Lena Goeßling          | 2011-2021  | 56   | 5    | 2      | 63    |
| 8    | Caroline Graham Hansen | 2014-2019  | 29   | 12   | 10     | 51    |
| 9    | Nadine Kessler         | 2011-2016  | 31   | 2    | 8      | 41    |
| 10   | Dominique Janssen      | 2019-2024  | 20   | 8    | 5      | 33    |
| 11   | Jill Roord             | 2021-2023  | 16   | 7    | 8      | 31    |
| =    | Tabea Sellner          | 2021-Act.  | 19   | 1    | 12     | 31    |

## Indumentaria
En la fundación del Wolfsburgo el uniforme estaba compuesto por camiseta verde, pantaloneta blanca y medias verdes.
| Primero | (Ver evolución) | Actual |

## Palmarés
| Competición nacional      | Competición nacional      | Títulos                                                                                           | Subcampeonatos                                       |
| ------------------------- | ------------------------- | ------------------------------------------------------------------------------------------------- | ---------------------------------------------------- |
| Bundesliga                | 7/6                       | 2012-13, 2013-14, 2016-17, 2017-18, 2018-19, 2019-20, 2021-22                                     | 2011-12, 2014-15, 2015-16, 2020-21, 2022-23, 2023-24 |
| Copa de Alemania          | 11/1                      | 2012-13, 2014-15, 2015-16, 2016-17, 2017-18, 2018-19, 2019-20, 2020-21, 2021-22, 2022-23, 2023-24 | 1983-84                                              |
| Supercopa de Alemania     | 0/1                       |                                                                                                   | 2024                                                 |
| Competición internacional | Competición internacional | Títulos                                                                                           | Subcampeonatos                                       |
| Liga de Campeones         | 2/4                       | 2012-13, 2013-14                                                                                  | 2015-16, 2017-18, 2019-20, 2022-23                   |

Título amistoso
- Ladies First Cup: 2013

Distinción internacional
- Mejor Club Femenino del Mundo por la IFFHS: 2013, 2014[11]

## Historial en la Liga de Campeones
| Temporada | Ronda                  | Club                 | Visitante                        | Local                            | Resultado                        |
| --------- | ---------------------- | -------------------- | -------------------------------- | -------------------------------- | -------------------------------- |
| 2012–13   | Dieciseisavos de final | RTP Unia Racibórz    | 5–1 1                            | 6–1                              | 11–2                             |
| 2012–13   | Octavos de final       | Røa Oslo             | 1–1                              | 4–1 1                            | 5–2                              |
| 2012–13   | Cuartos de final       | Rossiyanka           | 2–0                              | 2–1 1                            | 4–1                              |
| 2012–13   | Semifinal              | Arsenal              | 2–1 1                            | 2–0                              | 4–1                              |
| 2012–13   | Final                  | Olympique de Lyon    | 1–0 ( Londres)                   | 1–0 ( Londres)                   | 1–0 ( Londres)                   |
| 2013–14   | Dieciseisavos de final | Pärnu JK             | 14–0 1                           | 13–0                             | 27–0                             |
| 2013–14   | Octavos de final       | Rosengård Malmö      | 2–1 1                            | 3–1                              | 5–2                              |
| 2013–14   | Cuartos de final       | FC Barcelona         | 2–0                              | 3–0 1                            | 5–0                              |
| 2013–14   | Semifinal              | Turbine Potsdam      | 0–0                              | 4–2 1                            | 4–2                              |
| 2013–14   | Final                  | Tyresö               | 4–3 ( Lisboa)                    | 4–3 ( Lisboa)                    | 4–3 ( Lisboa)                    |
| 2014–15   | Dieciseisavos de final | Stabæk Bærum         | 1–0 1                            | 2–1                              | 3–1                              |
| 2014–15   | Octavos de final       | Neulengbach          | 4–0 1                            | 7–0                              | 11–0                             |
| 2014–15   | Cuartos de final       | Rosengård Malmö      | 3–3                              | 1–1 1                            | 4–4 (rgv)                        |
| 2014–15   | Semifinal              | París Saint-Germain  | 2–1                              | 0–2 1                            | 2–3                              |
| 2015–16   | Dieciseisavos de final | Spartak Subotica     | 0–0 1                            | 4–0                              | 4–0                              |
| 2015–16   | Octavos de final       | Chelsea              | 2–1 1                            | 2–0                              | 4–1                              |
| 2015–16   | Cuartos de final       | Brescia              | 3–0                              | 3–0 1                            | 6–0                              |
| 2015–16   | Semifinal              | Frankfurt            | 0–1                              | 4–0 1                            | 4–1                              |
| 2015–16   | Final                  | Olympique de Lyon    | 1–1 pro (3p–4p) ( Reggio Emilia) | 1–1 pro (3p–4p) ( Reggio Emilia) | 1–1 pro (3p–4p) ( Reggio Emilia) |
| 2016–17   | Dieciseisavos de final | Chelsea              | 3–0 1                            | 1–1                              | 4–1                              |
| 2016–17   | Octavos de final       | Eskilstuna United    | 5–1 1                            | 3–0                              | 8–1                              |
| 2016–17   | Cuartos de final       | Olympique de Lyon    | 1–0                              | 0–2 1                            | 1–2                              |
| 2017–18   | Dieciseisavos de final | Atlético de Madrid   | 3–0 1                            | 12–2                             | 15–2                             |
| 2017–18   | Octavos de final       | Fiorentina           | 4–0 1                            | 3–3                              | 7–3                              |
| 2017–18   | Cuartos de final       | Slavia Prague        | 1–1                              | 5–0 1                            | 6–1                              |
| 2017–18   | Semifinal              | Chelsea              | 3–1 1                            | 2–0                              | 5–1                              |
| 2017–18   | Final                  | Olympique de Lyon    | 1–4 pro ( Kiev)                  | 1–4 pro ( Kiev)                  | 1–4 pro ( Kiev)                  |
| 2018–19   | Dieciseisavos de final | Þór/KA Akureyri      | 1–0 1                            | 2–0                              | 3–0                              |
| 2018–19   | Octavos de final       | Atlético de Madrid   | 6–0                              | 4–0 1                            | 10–0                             |
| 2018–19   | Cuartos de final       | Olympique de Lyon    | 1–2 1                            | 2–4                              | 3–6                              |
| 2019–20   | Dieciseisavos de final | KFF Mitrovica        | 10–01                            | 5–0                              | 15–0                             |
| 2019–20   | Octavos de final       | Twente               | 1–0                              | 6–0                              | 7–0                              |
| 2019–20   | Cuartos de final       | Glasgow City         | 9–1 ( San Sebastián)             | 9–1 ( San Sebastián)             | 9–1 ( San Sebastián)             |
| 2019–20   | Semifinal              | Barcelona            | 1–0 ( San Sebastián)             | 1–0 ( San Sebastián)             | 1–0 ( San Sebastián)             |
| 2019–20   | Final                  | Lyon                 | 1–3 ( San Sebastián)             | 1–3 ( San Sebastián)             | 1–3 ( San Sebastián)             |
| 2020-21   | Dieciseisavos de final | Spartak Subotica     | 5–0 1                            | 2–0                              | 7–0                              |
| 2020-21   | Octavos de final       | LSK Kvinner          | 2–0                              | 2–0 1                            | 4–0                              |
| 2020-21   | Cuartos de final       | Chelsea              | 1–2 1                            | 0–3                              | 1–5                              |
| 2021–22   | Ronda 2                | Girondins de Burdeos | 2–3                              | 3–21                             | 5–5 (3–0p)                       |
| 2021–22   | Grupo A                | Chelsea              | 3–31                             | 4–0                              | 7–3                              |
| 2021–22   | Grupo A                | Servette             | 3–01                             | 5–0                              | 8–0                              |
| 2021–22   | Grupo A                | Juventus             | 2–21                             | 0–2                              | 2–4                              |
| 2021–22   | Cuartos de final       | Arsenal              | 1–1 1                            | 2–0                              | 3–1                              |
| 2021–22   | Semifinal              | FC Barcelona         | 1–5 1                            | 2–0                              | 3–5                              |
| 2022-23   | Fase de grupos         | St. Pölten           | 8–3                              | 4–0 1                            | 12–3                             |
| 2022-23   | Fase de grupos         | Slavia Praga         | 2–0 1                            | 0–0                              | 2–0                              |
| 2022-23   | Fase de grupos         | Roma                 | 1–1 1                            | 4–2                              | 5–3                              |
| 2022-23   | Cuartos de final       | París Saint-Germain  | 1–01                             | 1–1                              | 2–1                              |
| 2022-23   | Semifinal              | Arsenal              | 3–2 (t. s.)                      | 2–21                             | 5–4                              |
| 2022-23   | Final                  | FC Barcelona         | 2–3 ( Eindhoven)                 | 2–3 ( Eindhoven)                 | 2–3 ( Eindhoven)                 |
| 2023–24   | Ronda 2                | Paris FC             | 3–31                             | 0–2                              | 3–5                              |

1 Partidos de ida.